# Nate Mendel
Nate Mendel (Richland, Washington, 2 de dezembro de 1968) é um músico estadunidense, conhecido por tocar baixo na banda de rock alternativo americana Foo Fighters. Também é conhecido por ser o baixista da banda Sunny Day Real Estate.

## Vida Pessoal
Nate tem um filho, Noah, de uma antiga namorada. Nate estudou na  Hanford Jr./Sr. High School, em Richland, no estado de Washington. Ele era um skatista ávido, bem como piloto de BMX no estado de Washington. Ele também contribui regularmente para o blog oficial dos Foo Fighters.

## Biografia
Mendel nasceu em 2 de dezembro de 1968, em  Richland, uma cidade de tamanho médio no sudeste do estado de Washington. Seu primeiro instrumento foi o violino. Aos 13 anos, Mendel começou a se interessar por rock e se juntar a uma banda, um amigo que tocava violão sugeriu que ele tocasse baixo.